# 문 나이트
문 나이트(Moon Knight, 본명: 마크 스펙터, Marc Spector)는 마블 코믹스에서 출간한 만화책에 등장하는 슈퍼히어로 공상 캐릭터이다. 공동 작가 더그 먼치와 돈 펄린이 창작했으며, 1975년 8월 웨어울프 바이 나이트 No.32에서 처음으로 등장한다.

## 캐릭터 생애

### 오리진
일리노이주 시카고에서 태어난 마크 스펙터는 미국의 랍비의 다루기 힘든 아들이였다. 어른이 되어서, 스펙터는 헤비복서, 미해병대, 용병이 되는데 많은 시간을 보냈다. 그는 솜씨좋은 싸움꾼이 되었고 프랑스인 파일럿 장 폴 뒤캄과 친구가 되었고, 그를 프렌치라고 불렀다.